# Аксарай
Аксара́й — місто і район в регіоні Центральна Анатолія в Туреччині, адміністративний центр ілу Аксарай. Відповідно до перепису населення 2000, у місті проживає 129,949 чоловік, а в провінції 236,560 чоловік. Аксарай займає площу 4589 км², а середня висота — 980 м, з найвищою точкою на горі Хасан (3253 м).

## Історія
Аксарай був важливим пунктом Каппадокії, через який проходив Великий шовковий шлях. Початкові назви — Гарсаруа. Сельджуцький султан Килич-Арслан II побудував тут палац з білого мармуру, і місто отримало назву Аксарай (Білий палац). Потім місто перейшло до Караманогуллар, а в XV ст. до турків-османів.
У 1989 році місто було виділено з провінції Нігде і стало центром окремої провінції.

## Сучасний Аксарай

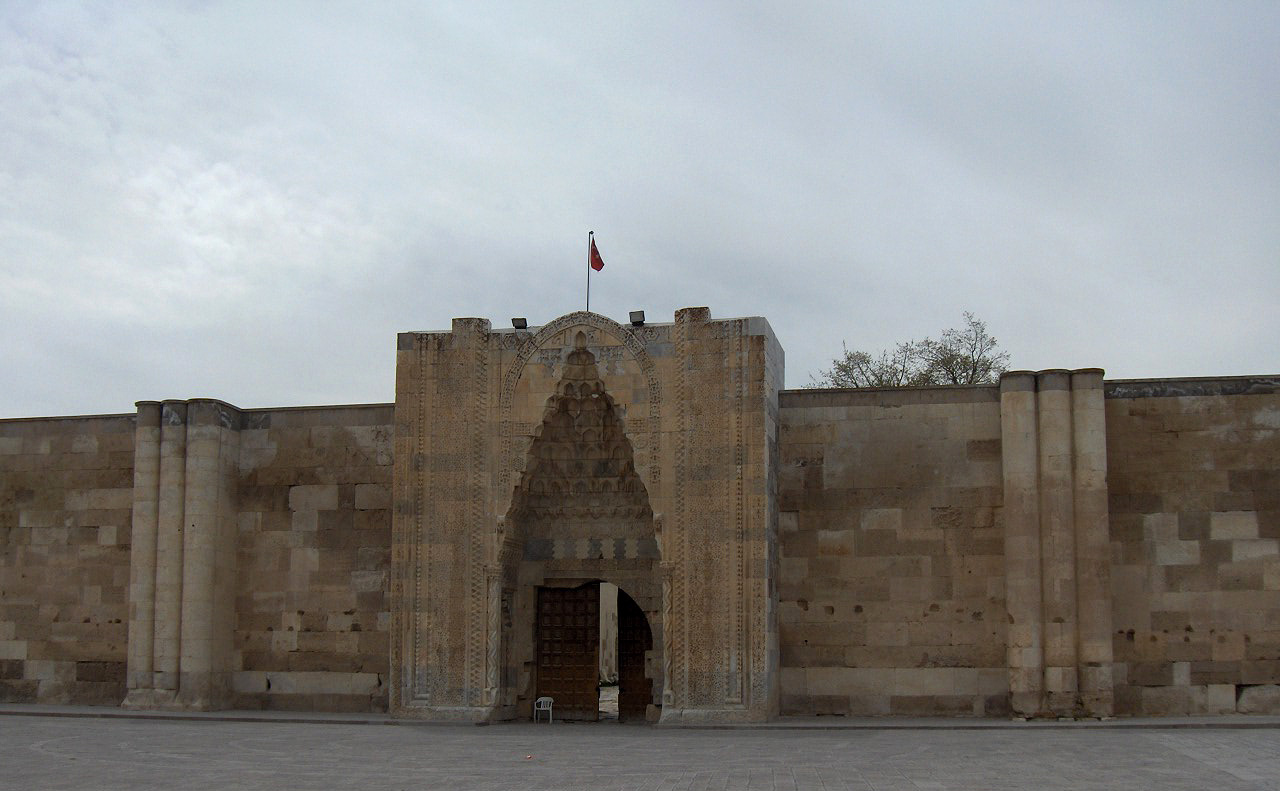
Вхід в караван-сарай Султанхані

Зараз Аксарай — місто середнього розміру в Туреччині, чимало жителів міста переселилося в Європу — у Велику Британію і Німеччину — в пошуках кращої роботи.
Околиці Аксарая — долина Іхлара і Каппадокія — приваблюють безліч туристів, проте саме місто Аксарай стоїть осторонь від туристичних маршрутів. Нещодавно в місті відкрився водний парк Hünkarland з штучним водоспадом.